# Laurophyllus capensis
Laurophyllus capensis är en sumakväxtart som beskrevs av Carl Peter Thunberg. Laurophyllus capensis ingår i släktet Laurophyllus och familjen sumakväxter. Inga underarter finns listade i Catalogue of Life.